# Formai de Mut
Il Formai de Mut (ossia "formaggio di montagna", in lingua lombarda) è un formaggio DOP prodotto nella zona dell'Alta Val Brembana.

## Storia
Ai primi del Novecento, con il termine "formaggio di monte", veniva classificata l'intera produzione della Alta Valle Brembana; in seguito, nel 1985, al Formai de Mut venne attribuita la denominazione di origine controllata e nel 1996 la denominazione di origine protetta, DOP.

## Zone di produzione
Questo formaggio viene prodotto in alta montagna, sulle vette che vanno dai 1200 ai 2500 metri. Proprio in relazione a questo e al particolare clima delle valli brembane, ricche di acqua, il Formai de Mut ha un sapore particolare e conserva l'aroma tipico.
La conservazione ottimale avviene in ambienti non troppo caldi che possono variare da una temperatura tra i 9 e i 13 °C. La stagionatura minima è di 40 giorni anche se questo formaggio, stagionato per più di un anno, è molto buono anche da grattugiare.

## Processo di produzione
Per la produzione di questo formaggio si utilizza esclusivamente latte vaccino, di una o due mungiture, scaldandolo in caldaie di rame con una portata di 300-400 litri. La cagliata viene coagulato a 35-37 °C per un tempo di trenta minuti. Dopo aver rotto la caglia di vitello si passa alla cottura per poi mischiare il risultato "a freddo".
Successivamente la caglia verrà a depositarsi sul fondo: il tutto viene quindi posto nelle fascere per poi pressarlo. Due giorni dopo tale operazione si procede a salagione del prodotto, a secco o in salamoia.

## Caratteristiche principali
Le caratteristiche principali sono:
- forme con diametro 30-40 centimetri[5]
- scalzo dritto di 8-10 centimetri di altezza
- peso 8-12 chili[5]
- crosta color grigio e sottile
- sapore delicato, non piccante
- contenuto medio: 31,8% acqua, 32,1% grassi (46,4% se riferito al prodotto secco), 26% proteine[5]

### Degustazione
Ideale da degustare con la polenta, si accompagna bene con vini quali Botticino rosso, Capriano del Colle rosso, Curtefranca rosso e Valcalepio rosso, tuttavia, al formaggio consumato dopo breve stagionatura, si accompagnano bene anche i bianchi secchi.